# جورج ساندرز
جورج ساندرز (بالإنجليزية:George Henry Sanders) (بالروسية:Сандерс, Джордж) ممثل بريطاني من أصول روسية ، ولد في سانت بطرسبرغ بالإمبراطورية الروسية بتاريخ 3 يوليو 1906 ، وتوفي بتاريخ 25 أبريل 1972 ، شارك في عدة أفلام وحصل على عدة جوائز أوسكار .

## وصلات خارجية
- جورج ساندرز على موقع IMDb (الإنجليزية)
- جورج ساندرز على موقع الموسوعة البريطانية (الإنجليزية)
- جورج ساندرز على موقع روتن توميتوز (الإنجليزية)
- جورج ساندرز على موقع مونزينجر (الألمانية)
- جورج ساندرز على موقع ألو سيني (الفرنسية)
- جورج ساندرز على موقع ميوزك برينز (الإنجليزية)
- جورج ساندرز على موقع تيرنر كلاسيك موفيز (الإنجليزية)
- جورج ساندرز على موقع أول موفي (الإنجليزية)
- جورج ساندرز على موقع قاعدة بيانات برودواي على الإنترنت (الإنجليزية)
- جورج ساندرز على موقع قاعدة بيانات الأفلام السويدية (السويدية)

جورج ساندرز على موقع فايند أغريف